# Bagni di Lucca
Bagni di Lucca («Baños de Lucca», anteriormente, Bagno a Corsena) es un municipio italiano de 6.127 habitantes del valle medio del Serchio, en la provincia de Lucca (Toscana).
En el pueblo de Bagno Caldo hay un hospital construido ampliamente a expensas de Nicholas Demidoff en 1826. En el valle del Serchio, 3 millas bajo Ponte a Serraglio, está el medieval Ponte della Maddalena (h. 1100), con su airoso arco central. También es conocido como Ponte del Diavolo.

## Manantiales

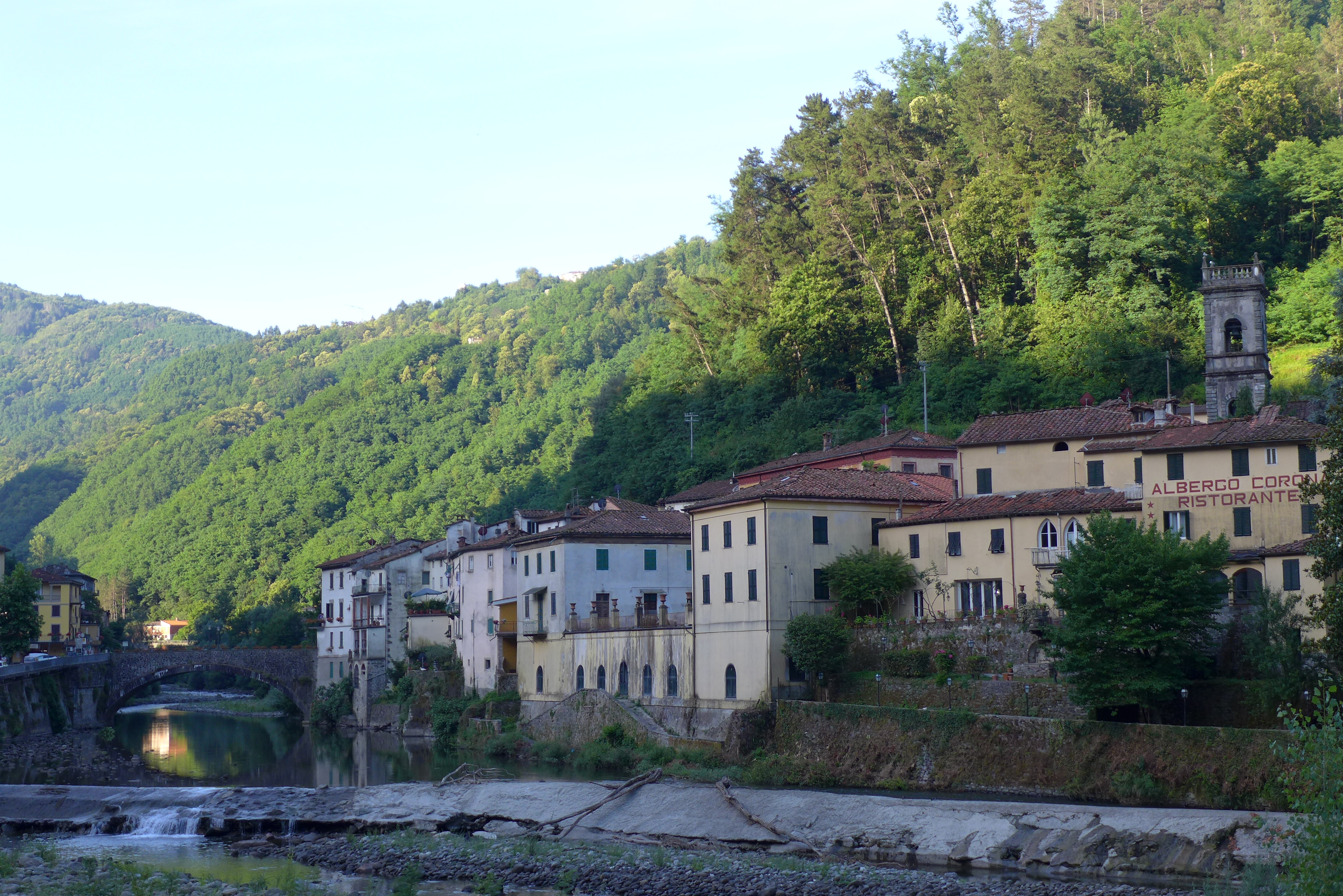

El municipio es conocido por sus manantiales que están situados en el valle del río Lima, un afluente del río Serchio. El distrito es conocido en la primera época histórica de Lucca como la Vicaria di Val di Lima. Ponte Serraglio es el principal pueblo de la zona de manantiales calientes, pero hay manantiales y baños también en Villa, Docce Bassi, y Bagno Caldo. Los manantiales no parecen haber sido conocidos por los romanos. Bagno a Corsena es mencionado por vez primera en 1284 por Guidone de Corvaia, un historiador pisano (Muratori, R.I.S. vol. xxii.).
Falopio, quien atribuyó a estas aguas la cura de su sordera, las alabó en 1569; y han estado más o menos de moda desde entonces. La temperatura del agua varía entre 36–54 °C (98–130 °F). En cualquier caso, los manantiales emiten gas ácido carbónico y contienen productos de cal, magnesio y sodio.
Entre los lugares de interés está el Casino municipal, primero de Italia, construido en 1838-39.

### Clima
El clima de Borgo a Mozzano es templado, principalmente por su ubicación en el valle del río Lima. La temperatura media anual es de 14 °C. el mes más frío es enero (2 °C de media) y los más cálidos son julio y agosto (29 °C)
| Parámetros climáticos promedio de Bagni di Lucca | Parámetros climáticos promedio de Bagni di Lucca | Parámetros climáticos promedio de Bagni di Lucca | Parámetros climáticos promedio de Bagni di Lucca | Parámetros climáticos promedio de Bagni di Lucca | Parámetros climáticos promedio de Bagni di Lucca | Parámetros climáticos promedio de Bagni di Lucca | Parámetros climáticos promedio de Bagni di Lucca | Parámetros climáticos promedio de Bagni di Lucca | Parámetros climáticos promedio de Bagni di Lucca | Parámetros climáticos promedio de Bagni di Lucca | Parámetros climáticos promedio de Bagni di Lucca | Parámetros climáticos promedio de Bagni di Lucca | Parámetros climáticos promedio de Bagni di Lucca |
| Mes                                              | Ene.                                             | Feb.                                             | Mar.                                             | Abr.                                             | May.                                             | Jun.                                             | Jul.                                             | Ago.                                             | Sep.                                             | Oct.                                             | Nov.                                             | Dic.                                             | Anual                                            |
| ------------------------------------------------ | ------------------------------------------------ | ------------------------------------------------ | ------------------------------------------------ | ------------------------------------------------ | ------------------------------------------------ | ------------------------------------------------ | ------------------------------------------------ | ------------------------------------------------ | ------------------------------------------------ | ------------------------------------------------ | ------------------------------------------------ | ------------------------------------------------ | ------------------------------------------------ |
| Temp. máx. media (°C)                            | 11                                               | 12                                               | 15                                               | 18                                               | 22                                               | 26                                               | 29                                               | 29                                               | 26                                               | 21                                               | 16                                               | 12                                               | 19.8                                             |
| Temp. mín. media (°C)                            | 2                                                | 3                                                | 5                                                | 7                                                | 11                                               | 14                                               | 17                                               | 17                                               | 14                                               | 11                                               | 6                                                | 3                                                | 9.2                                              |
| Precipitación total (mm)                         | 74                                               | 70                                               | 77                                               | 80                                               | 61                                               | 43                                               | 24                                               | 57                                               | 88                                               | 120                                              | 122                                              | 85                                               | 901                                              |
| Humedad relativa (%)                             | 75                                               | 71                                               | 70                                               | 72                                               | 72                                               | 70                                               | 67                                               | 68                                               | 71                                               | 72                                               | 74                                               | 76                                               | 71.5                                             |
| Fuente: Il Meteo                                 |                                                  |                                                  |                                                  |                                                  |                                                  |                                                  |                                                  |                                                  |                                                  |                                                  |                                                  |                                                  |                                                  |

## Demografía
| Hombres | Edad  | Mujeres |
| ------- | ----- | ------- |
| 0,02    | 100+  | 0,02    |
| 0,07    | 95-99 | 0,36    |
| 0,42    | 90-95 | 1,31    |
| 1,01    | 85-89 | 2,15    |
| 1,78    | 80-84 | 2,71    |
| 2,32    | 75-79 | 3,12    |
| 2,89    | 70-74 | 2,94    |
| 4,00    | 65-69 | 3,80    |
| 3,33    | 60-64 | 3,49    |
| 3,64    | 55-59 | 3,92    |
| 4,28    | 50-54 | 3,80    |
| 4,00    | 45-49 | 4,29    |
| 3,38    | 40-44 | 3,77    |
| 3,68    | 35-39 | 2,32    |
| 2,38    | 30-34 | 2,32    |
| 2,35    | 25-29 | 2,06    |
| 2,11    | 20-24 | 1,63    |
| 2,37    | 15-19 | 2,09    |
| 2,11    | 10-14 | 1,93    |
| 2,15    | 5-9   | 1,89    |
| 1,55    | 0-4   | 1,35    |

Según los datos del año 2017 del Instituto Nacional de Estadísticas Italiano (ISTAT) la comunidad extranjera en Bagni di Lucca representa el 11.42% de los residentes, principalmente provienen de Europa 63,00% y África 29.1%.  
Las comunidades más numerosas son la Rumana con 148 personas (21.1%), la Británica 119 personas (17.00%)y la Marroquí, 114 personas (16.29%)
Como muchas otras ciudades en Italia, la población de jubilados es mucho mayor que la de los menores de 14 años, y envejece de manera constante.
| Gráfica de evolución demográfica de Bagni di Lucca entre 1861 y 2017 |
|                                                                      |
| Fuente ISTAT - elaboración gráfica de Wikipedia                      |

## Ciudades Hermanadas
- Longarone.